# Молодова
Молодова́ — село в Україні, у Старосалтівській селищній громаді Чугуївського району Харківської області. Населення становить 595 осіб.

## Географія

### Географія
Село Молодова знаходиться у південній частині Середньоросійської височини. Середня висота над рівнем моря 137 м, максимальна висота — 182 м. Село розташовано в західній частині Старосалтівської громади на правому березі Сіверського Дінця. На заході найближчим селом є Піщане на півночі — селище Старий Салтів, на півдні село Велика Бабка. Село оточене великим лісовим массвом (дуб) урочище Хотомлянська Дача.

### Водойми
Через село протікає невелика річка Великий Лог, що пересихає, вона є притокою річки Бабка. На окраїні села річка перегороджена та утворює невеликий ставок, який запруднений карликовими видами риб. На схід від села знаходиться Печенізьке водосховище (річка Сіверський Донець). В лісі неподалік села розташоване потужне джерело Караван. Від джерела бере почато струмок який прегороджено штучним насипом та утворює невелике озеро. Підземні води залягають на різних глибинах

## Історія

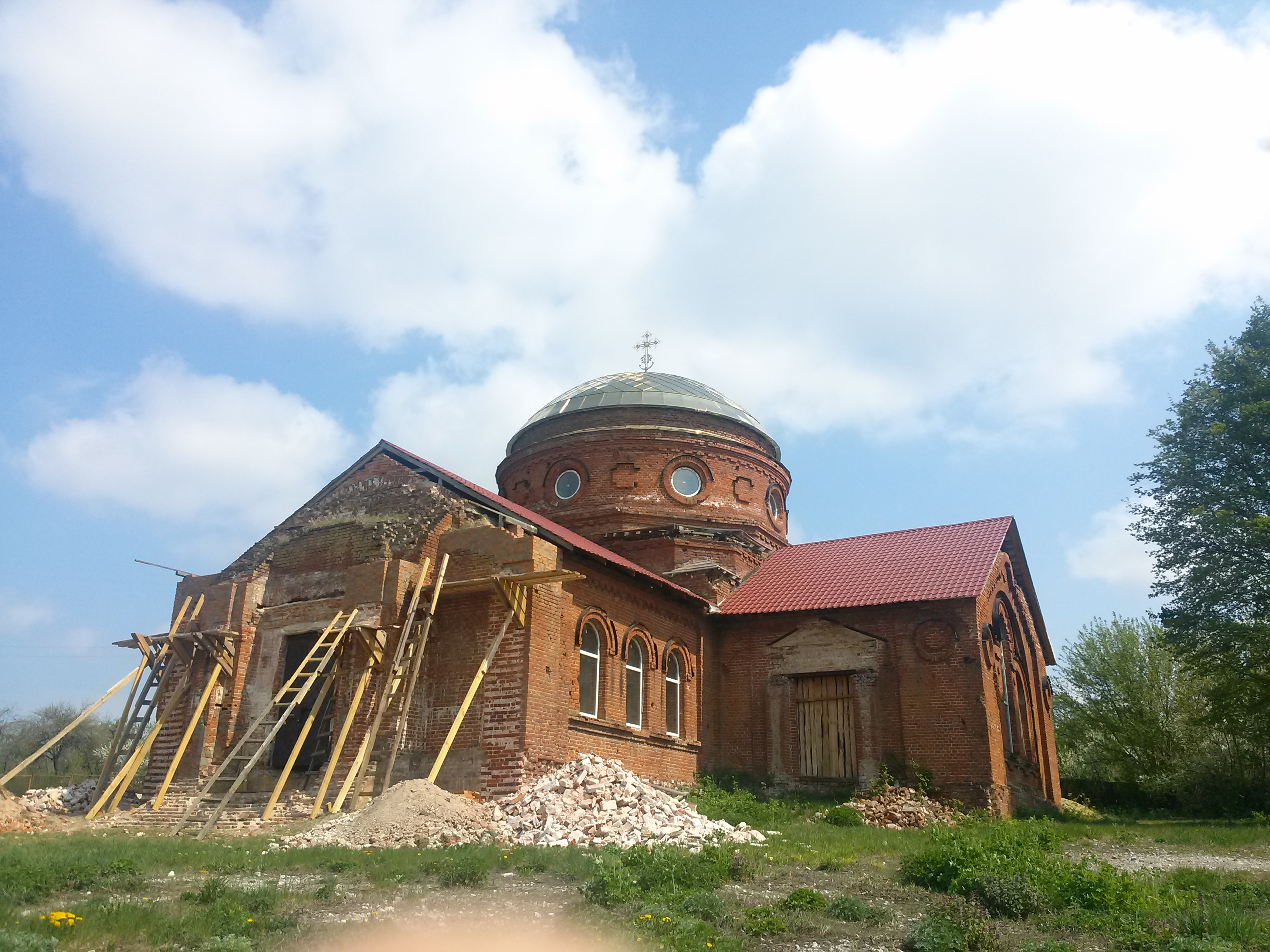
Церква Богоявлення Господнього. В процесі реставрації.

Село засноване у 1635 році, колоністами з Московського царства. До скасування кріпацтва, у 1861 році, більшість селян — державні кріпаки. За даними на 1864 рік у казенній слободі, центрі Старосалтівської волості Вовчанського повіту, мешкало 805 осіб (411 чоловічої статі та 394 — жіночої), налічувалось 448 дворових господарств, існувала православна церква. Церква Богоявлення господнього, названий на честь свята Богоявлення. Історія храму почалась у 1740 році, коли в селі було побудовано невелику дерев'яну церкву. Архіви свідчать, що церква була збудована без жодного цвяха, а тільки дерев'яні шурупи. Через збільшення населення наприкінці ХІХст., постала потреба у новому, більшому храмі. Завдяки зусиллям поміщиків та селян у 1907 році було завершено будівництво нового храму. Це була велична будівля з високою дзвіницею. До дзвіниці вели стрімкі сходи. Над майданчиком з міцною залізною огорожею на товстій балці висіли дзвони, найбільший з них важив 100 пудів.

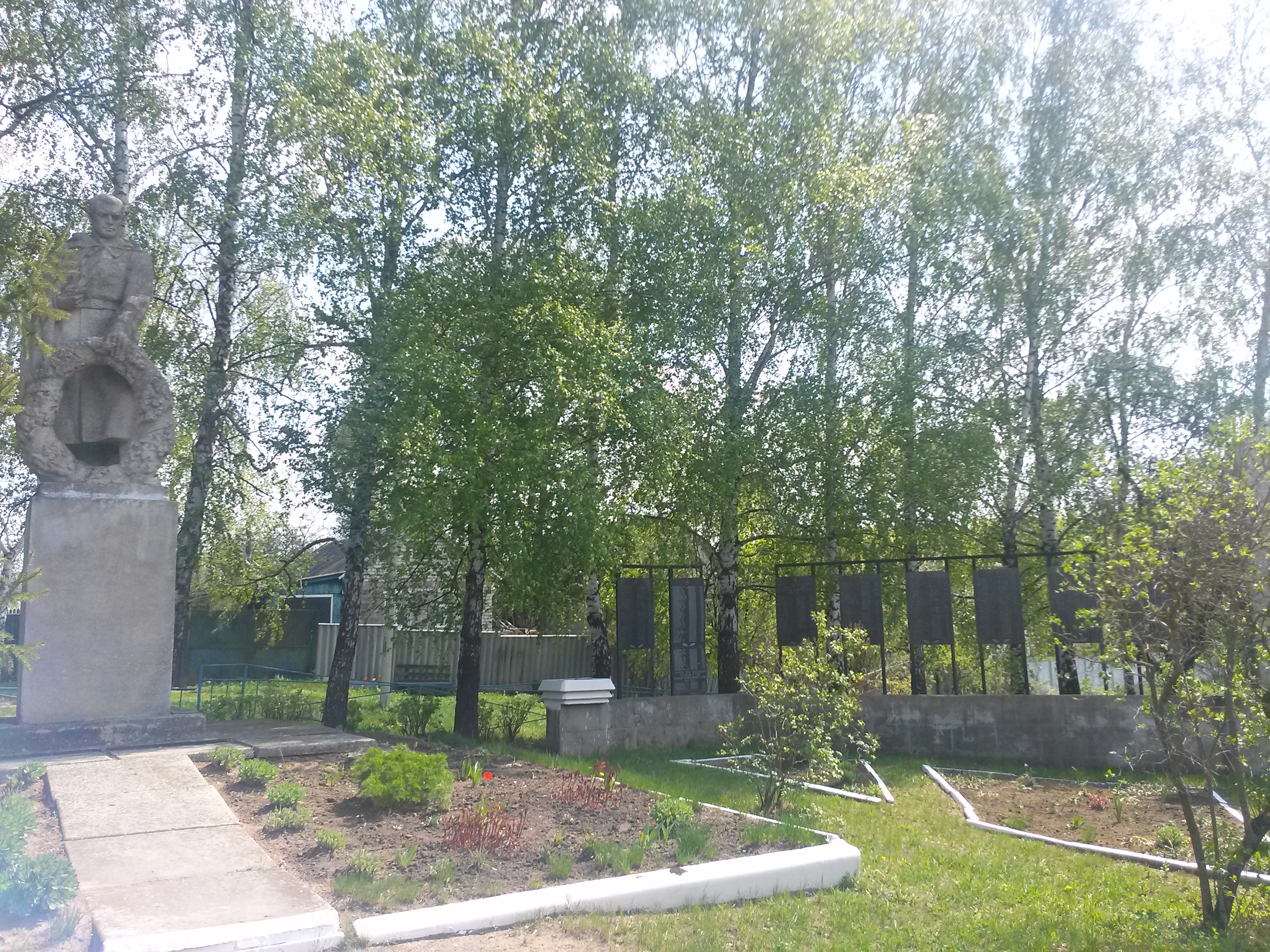
Меморіал

Станом на 1914 рік кількість мешканців зросла до 1993 осіб.
У роки Визвольних змагань село переходило з одних рук до інших. У грудні 1917 року село було окуповане більшовиками, у березні 1918 року було звільнено військами УНР. Восени того ж року знову було окуповане більшовиками, а влітку на короткий термін селом володіла Біла армія А. Денікіна.
У 1929 році в селі розпочалось розкуркулення, тих хто не хотів вступати у колгоспи — депортували на Урал. Після розкуркулення, храм був закритий. Висока дзвіниця була зруйнована. Старожили розповідають, що дзвін був таємно, вночі, вивезений в ліс і закопаний в землю. За ці роки храм перетворювався у Будинок культури, склад та сільський клуб, пізніше — колгоспну комору.
Під час організованого радянською владою Голодомору 1932—1933 років померло щонайменше 122 жителі села.
У роки німецько-радянської війни село тричі зазнавало нацистської окупації. Остаточно з села вигнали нацистських окупантів 9 серпня 1943 року в ході Курської битви. Після війни село розбудовувалось та розвивалось було повністю електрифіковано та прокладено дорогу з твердим покриттям, збудовано сільський клуб та нові вулиці, встановлено пам'ятник загиблим солдатам у роки німецько-радянської війни.
За даними перепису населення 2001 року в селі мешкає 659 осіб. За часи незалежності частина села була газифікована, а з 2011 року ведеться реконструкція церкви. У 2015 році село увійшло до складу Старосалтівської селищної громади Вовчанського району Харківської області. У зв'язку з зменшенням кількості дітей шкільного віку у 2015 році було зачинено сільську школу.
12 червня 2020 року, відповідно до розпорядження Кабінету Міністрів України № 725-р «Про визначення адміністративних центрів та затвердження територій територіальних громад Харківської області», село увійшло до складу Старосалтівської селищної територіальної громади.
19 липня 2020 року в результаті адміністративно-територіальної реформи та ліквідації Вовчанського району увійшло до Чугуївського району.
30 листопада 2023 року начальник Старосалтівської селищної військової адміністрації Антон Палєй підписав розпорядження про перейменування вулиці Першотравнева на вулицю Молодіжна.

### Російська окупація у 2022 році
Під час російського вторгнення в Україну у 2022 році село потрапило під російську окупацію. Було звільнене від російських окупантів 3 травня 2022 року.

## Економіка
- У селі є молочно-товарна і птахо-товарна ферми, машинно-тракторні майстерні.
- Лісництво.
- Садове товариство «Фіалка» та «Караван».

## Об'єкти соціальної сфери
- Школа I—III ступенів (зачинена у 2015 році).
- Спортивний майданчик.
- Клуб
- Храм Богоявлення Господнього
- Меморіал

## Природоохоронні об'кти
Ландшафтний заказник місцевого значення «Соколята». Площа 501,0 га. Розміщений біля села Молодова, Хотомлянського і Старосалтівського лісництва. Фрагмент типових для лісостепової зони ландшафтів сильно порізаних лісових пагорбів з сірими і темно-сірими лісовими ґрунтами. Це — найцінніша частину лісового масиву на плато і його схилах.

## Пам'ятники
Меморіал загиблим солдатам та місцевим жителям у роки німецько-радянської війни. Тут поховано 427 жертв війни

## Відомі постаті села
У селі жив і похований Соловйов Микола Володимирович — радянський військовик, учасник Афганської війни. Посмертно нагороджений орденом Червоної зірки.

## Галерея

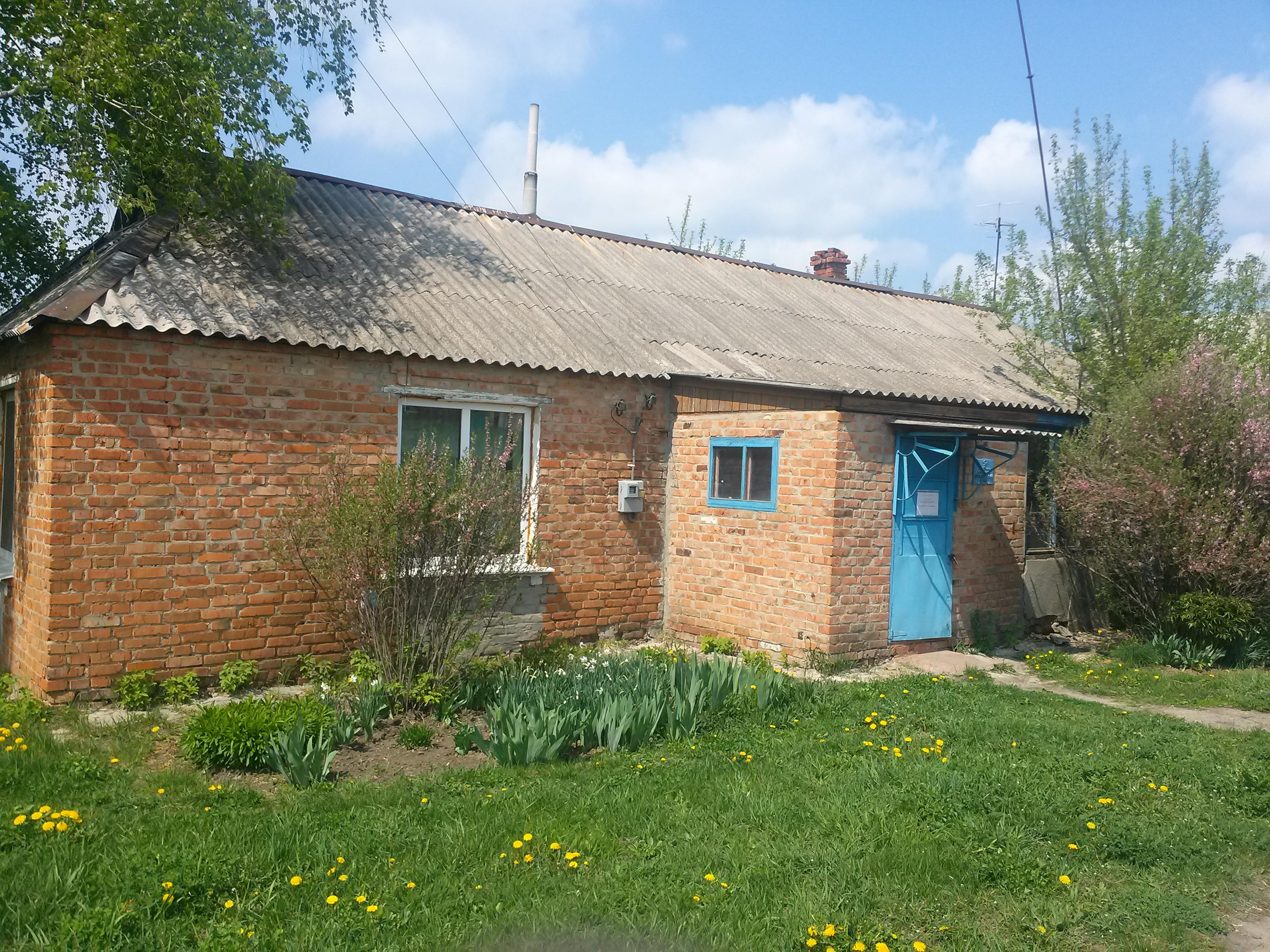
Фельдшерський пункт.
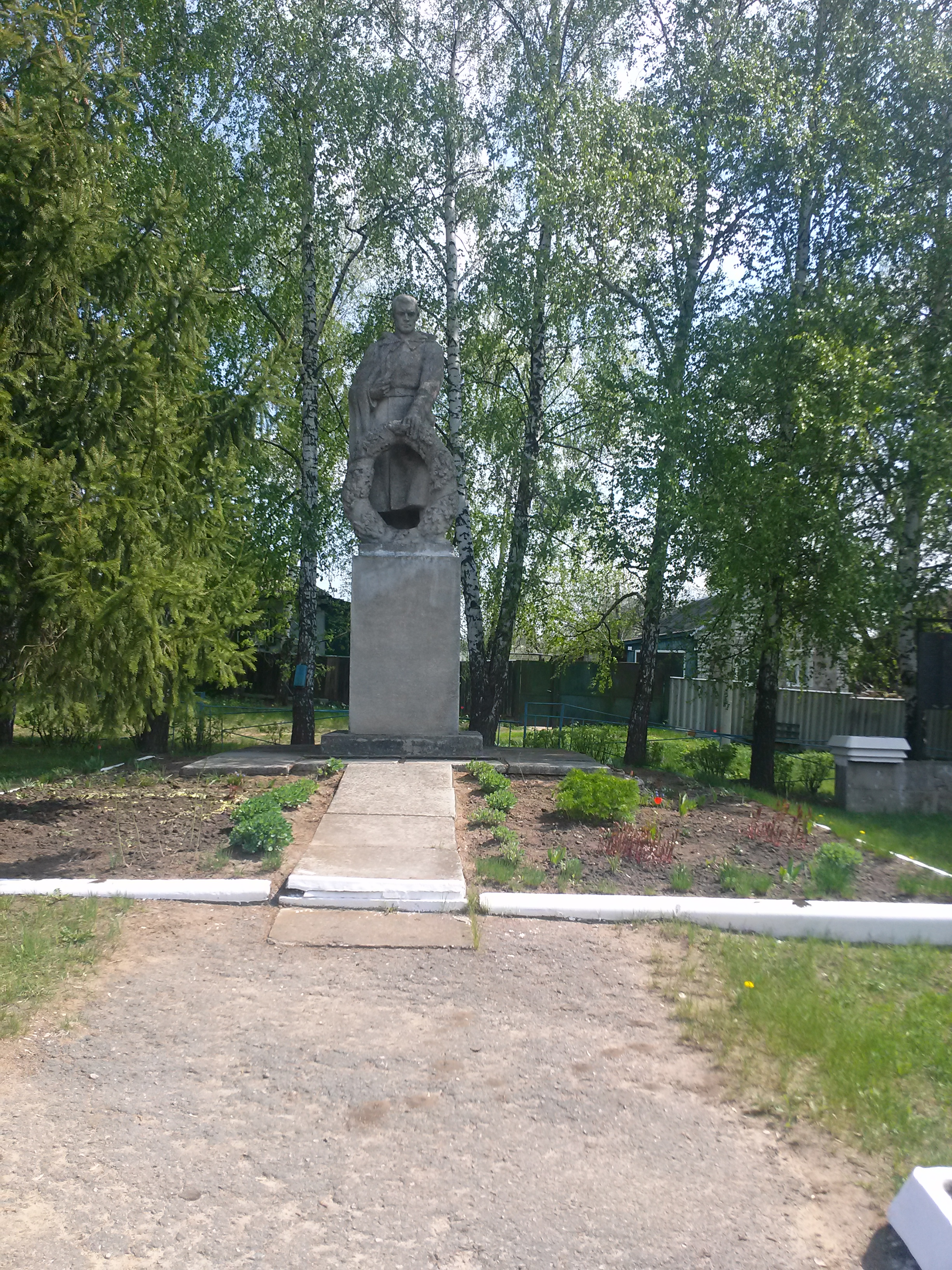
Меморіал.
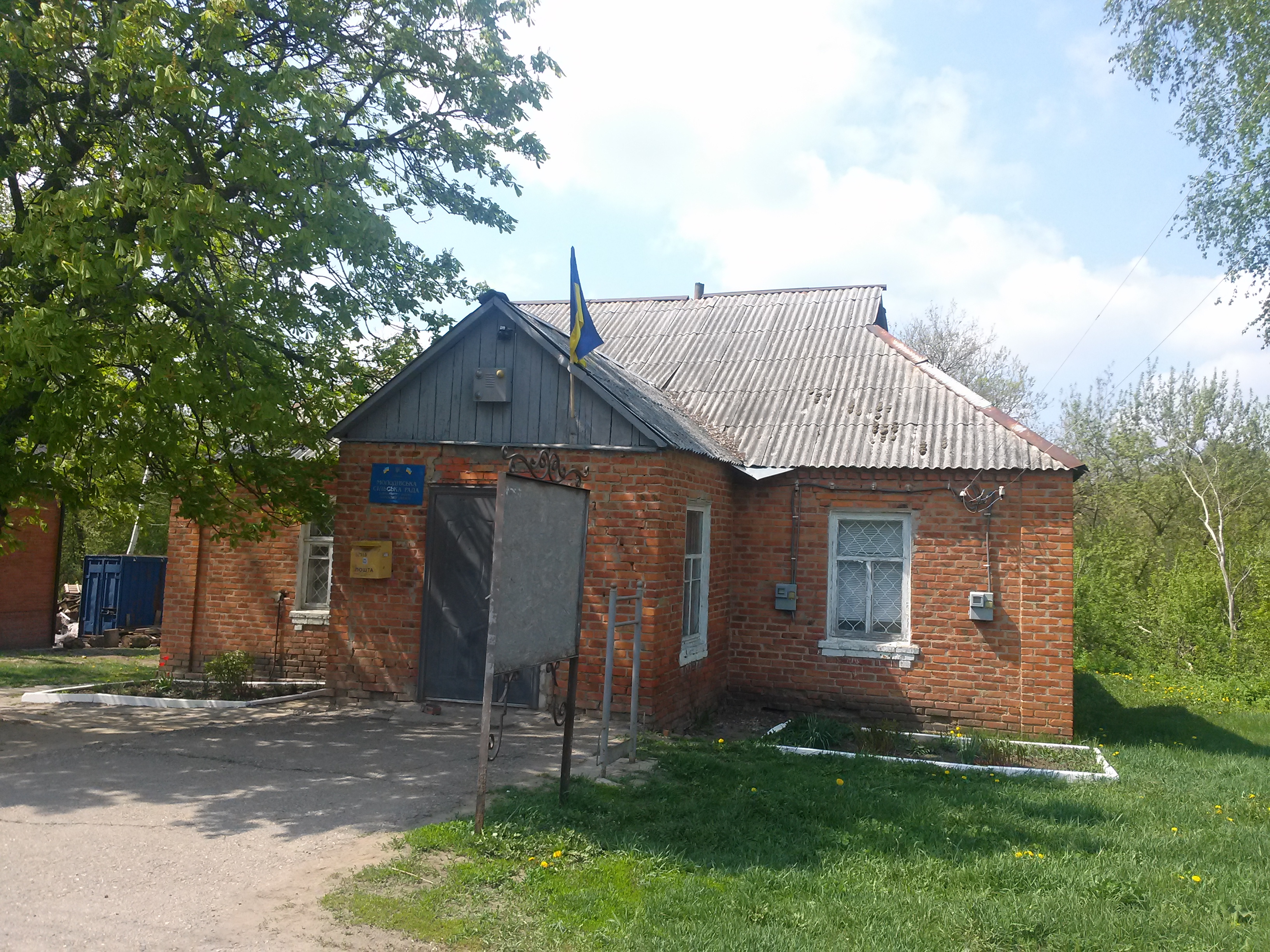
Молодівська сільська рада.